# Мороз по жести
«Моро́з по же́сти» — вид русского народного ремесла и художественного творчества, бытовавший на русском Севере в Вологодской области.

## История
Возник в Великом Устюге в конце XVIII столетия и развивался в семейном кругу, переходя от отца к сыну.
Изделия в большом количестве вывозились на Ирбитскую и Нижегородскую ярмарки, на ярмарки сибирских городов, а также в Персию, Турцию, Среднюю Азию, Китай.
Известны фамилии мастеров: Насоновский, братья Иван и Николай Старковские, Савватий и Николай Цыбасовы. Оставили свои фамильные вещи мастера Панов, Булатов, Торлов. Шкатулки работы династии Волковых выставлены в музеях Великого Устюга и других музеях России, включая Этнографический музей Санкт-Петербурга.
В настоящее время производство шкатулок в Великом Устюге прекратилось. Последний мастер, изготавливавший сундучки "мороз по жести", Пантелеймон Сосновский, умер в 1972 году.

## Описание
Тонкий лист жести обрабатывался таким образом, что на его поверхности образовывался прочный цветочный рисунок, сходный с тем, которым «расписывает» мороз окна зимой. Рисунок обладал различными оттенками — золотыми, оранжевыми с перламутровыми переливами, серебристыми и малахитовыми. Такой жестью обивались декоративные шкатулки, сундучки с секретом, иногда в сочетании с просечным железом. Чаще всего подобные шкатулки и сундучки использовались для хранения денег и драгоценностей.

## Технология
Способ покрытия металлических изделий морозными узорами широко применяется в современной промышленности и называется кристаллитом. Происходит выявление кристаллической структуры олова при лужении, резком охлаждении заготовок, травлении жести раствором соляной кислоты, покрытии поверхности цветным прозрачным лаком.